# دورسنجی
دورسنجی، سنجش از راه دور یا تله‌متری (telemetry) به معنی اندازه‌گیری پارامترهایی خاص (ازجمله دما، رطوبت، ضربان قلب) از راه دور و سپس ارسال آن‌ها را از طریق مخابرات (اغلب بی‌سیم) به مکان دیگر است.
فرهنگستان زبان فارسی برای تله‌متری واژه «دوری‌سنجی» را پیشنهاد کرده‌است که با توجه به معنی «دوری» در فارسی (یعنی مسافت، فاصله) درست به نظر نمی‌آید.
در بسیاری موارد، در دورسنجی، اطلاعات از یک مبدأ در حال حرکت و هر چند لحظه یکبار به یک پایگاه ثابت ارسال می‌شوند.

## سامانه‌های دورسنجی
این سیستم‌ها برای جمع‌آوری داده‌ها و در یک مکان متحرک و دور از دسترس و ارسال آن‌ها به یک مرکز ثابت برای نمایش و بررسی آن‌ها. به‌طور کلی سیستم‌های دورسنجی برای وسایل نقلیه در حال حرکت مانند خودرو، هواپیما، موشک یا ماهواره استفاده می‌شوند.

### اجزای یک سامانهٔ دورسنجی
سامانه‌های دورسنجی دارای اجزای زیر است:
- سیستم جمع‌آوری اطلاعات
- یکی از سیستم‌های تسهیم‌سازی زیر:
  - سیستم تسهیم‌سازی فرکانسی
  - سیستم تسهیم‌سازی زمانی
  - سیستم تسهیم‌سازی هیبرید که ترکیبی از تسهیم‌سازی فرکانسی و تسهیم‌سازی زمانی است.
- سیستم مدولاسیون، فرستنده و آنتن
- موج یا کانال ارتباطی
- آنتن، گیرندهٔ رادیویی، دمدولاتور
- سیستم دیمولتیپلکس با توجه به سیستم تسهیم‌سازی
- سیستم بررسی و محاسبه داده[۳]